# Migliori assist leader NBA
In questa pagina sono elencati i 50 giocatori che hanno realizzato più assist nella stagione regolare BAA e NBA dal 1946.
Gli assist realizzati nei playoff, nell'ABA e nella NBL non sono inclusi.

## Classifica
Statistiche aggiornate al 14 aprile 2025.
|           | Eletto nella Basketball Hall of Fame |
| Grassetto | Ancora in attività                   |

| #  | Nome                | Assist | Partite | Media | Ruolo       | Esordio | Ritiro | Squadre |
| -- | ------------------- | ------ | ------- | ----- | ----------- | ------- | ------ | --- |
| 1  | John Stockton       | 15806  | 1504    | 10,51 | Playmaker   | 1984    | 2003   | Utah Jazz |
| 2  | Chris Paul          | 12499  | 1354    | 9,23  | Playmaker   | 2005    | —      | New Orleans Hornets · Los Angeles Clippers · Houston Rockets · Oklahoma City Thunder · Phoenix Suns · Golden State Warriors · San Antonio Spurs                                                 |
| 3  | Jason Kidd          | 12091  | 1391    | 8,69  | Playmaker   | 1994    | 2013   | Dallas Mavericks · Phoenix Suns · New Jersey Nets · New York Knicks |
| 4  | LeBron James        | 11584  | 1562    | 7,42  | Ala piccola | 2003    | —      | Cleveland Cavaliers · Miami Heat · Los Angeles Lakers |
| 5  | Steve Nash          | 10335  | 1217    | 8,49  | Playmaker   | 1996    | 2015   | Phoenix Suns · Dallas Mavericks · Los Angeles Lakers |
| 6  | Mark Jackson        | 10334  | 1296    | 7,97  | Playmaker   | 1987    | 2004   | New York Knicks · Los Angeles Clippers · Indiana Pacers · Denver Nuggets · Toronto Raptors · Utah Jazz · Houston Rockets                                                                        |
| 7  | Magic Johnson       | 10141  | 906     | 11,19 | Playmaker   | 1979    | 1996   | Los Angeles Lakers |
| 8  | Russell Westbrook   | 9925   | 1237    | 8,02  | Playmaker   | 2008    | —      | Oklahoma City Thunder · Houston Rockets · Washington Wizards · Los Angeles Lakers · Los Angeles Clippers · Denver Nuggets                                                                       |
| 9  | Oscar Robertson     | 9887   | 1040    | 9,51  | Playmaker   | 1960    | 1974   | Cincinnati Royals · Milwaukee Bucks |
| 10 | Isiah Thomas        | 9061   | 979     | 9,26  | Playmaker   | 1981    | 1994   | Detroit Pistons |
| 11 | Gary Payton         | 8966   | 1335    | 6,72  | Playmaker   | 1990    | 2007   | Seattle SuperSonics · Milwaukee Bucks · Los Angeles Lakers · Boston Celtics · Miami Heat |
| 12 | Andre Miller        | 8524   | 1304    | 6,54  | Playmaker   | 1999    | 2016   | Cleveland Cavaliers · Los Angeles Clippers · Denver Nuggets · Philadelphia 76ers · Portland Trail Blazers · Washington Wizards · Sacramento Kings · Minnesota Timberwolves · San Antonio Spurs  |
| 13 | James Harden        | 8316   | 1151    | 7,23  | Guardia     | 2009    | —      | Oklahoma City Thunder · Houston Rockets · Brooklyn Nets · Philadelphia 76ers · Los Angeles Clippers                                                                                             |
| 14 | Rod Strickland      | 7987   | 1094    | 7,30  | Playmaker   | 1988    | 2005   | New York Knicks · San Antonio Spurs · Portland Trail Blazers · Baltimore Bullets · Washington Wizards · Miami Heat · Minnesota Timberwolves · Orlando Magic · Toronto Raptors · Houston Rockets |
| 15 | Rajon Rondo         | 7584   | 957     | 7,93  | Playmaker   | 2006    | —      | Boston Celtics · Dallas Mavericks · Sacramento Kings · Chicago Bulls · New Orleans Pelicans · Los Angeles Lakers · Atlanta Hawks · Los Angeles Clippers · Cleveland Cavaliers                   |
| 16 | Maurice Cheeks      | 7392   | 1101    | 6,71  | Playmaker   | 1978    | 1993   | Philadelphia 76ers · San Antonio Spurs · New York Knicks · Atlanta Hawks · New Jersey Nets |
| 17 | Lenny Wilkens       | 7211   | 1077    | 6,70  | Playmaker   | 1960    | 1975   | St. Louis Hawks · Seattle SuperSonics · Cleveland Cavaliers · Portland Trail Blazers |
| 18 | Terry Porter        | 7160   | 1274    | 5,62  | Playmaker   | 1985    | 2002   | Portland Trail Blazers · Minnesota Timberwolves · Miami Heat · San Antonio Spurs |
| 19 | Kyle Lowry          | 7099   | 1173    | 6,05  | Playmaker   | 2006    | —      | Memphis Grizzlies · Houston Rockets · Toronto Raptors · Miami Heat · Philadelphia 76ers |
| 20 | Tim Hardaway        | 7095   | 867     | 8,18  | Playmaker   | 1989    | 2003   | Golden State Warriors · Miami Heat · Dallas Mavericks · Denver Nuggets · Indiana Pacers |
| 21 | Tony Parker         | 7036   | 1254    | 5,61  | Playmaker   | 2001    | 2019   | San Antonio Spurs · Charlotte Hornets |
| 22 | Bob Cousy           | 6955   | 924     | 7,53  | Playmaker   | 1950    | 1970   | Boston Celtics · Cincinnati Royals |
| 23 | Guy Rodgers         | 6917   | 892     | 7,75  | Playmaker   | 1958    | 1970   | Philadelphia Warriors · San Francisco Warriors · Chicago Bulls · Cincinnati Royals · Milwaukee Bucks                                                                                            |
| 24 | Deron Williams      | 6819   | 845     | 8,07  | Playmaker   | 2005    | 2017   | Utah Jazz · New Jersey Nets · Brooklyn Nets · Dallas Mavericks · Cleveland Cavaliers |
| 25 | Muggsy Bogues       | 6726   | 889     | 7,57  | Playmaker   | 1988    | 2001   | Baltimore Bullets · Charlotte Hornets · Golden State Warriors · Toronto Raptors |
| 26 | Kevin Johnson       | 6711   | 735     | 9,13  | Playmaker   | 1988    | 2000   | Cleveland Cavaliers · Phoenix Suns |
| 27 | Mike Conley         | 6625   | 1172    | 5,65  | Playmaker   | 2007    | —      | Memphis Grizzlies · Utah Jazz · Minnesota Timberwolves |
| 28 | Derek Harper        | 6577   | 1199    | 5,49  | Playmaker   | 1983    | 1999   | Dallas Mavericks · New York Knicks · Orlando Magic · Los Angeles Lakers |
| 29 | Stephen Curry       | 6540   | 1026    | 6,37  | Playmaker   | 2009    | —      | Golden State Warriors |
| 30 | Nate Archibald      | 6476   | 876     | 7,39  | Playmaker   | 1970    | 1984   | Cincinnati Royals · Kansas City Kings · N.Y. Nets · Buffalo Braves · Boston Celtics · Milwaukee Bucks                                                                                           |
| 31 | Stephon Marbury     | 6471   | 846     | 7,65  | Playmaker   | 1996    | 2009   | Minnesota Timberwolves · New Jersey Nets · Phoenix Suns · New York Knicks · Boston Celtics |
| 32 | John Lucas          | 6454   | 928     | 6,95  | Playmaker   | 1976    | 1990   | Houston Rockets · Golden State Warriors · Washington Bullets · San Antonio Spurs · Milwaukee Bucks · Seattle SuperSonics                                                                        |
| 33 | Reggie Theus        | 6453   | 1026    | 6,29  | Guardia     | 1979    | 1991   | Chicago Bulls · Kansas City Kings · Sacramento Kings · Atlanta Hawks · Orlando Magic · New Jersey Nets                                                                                          |
| 34 | Jrue Holiday        | 6440   | 1037    | 6,21  | Playmaker   | 2010    | —      | Philadelphia 76ers · New Orleans Pelicans · Milwaukee Bucks · Boston Celtics |
| 35 | Norm Nixon          | 6386   | 768     | 8,32  | Playmaker   | 1978    | 1989   | Los Angeles Lakers · San Diego Clippers · Los Angeles Clippers |
| 36 | Kobe Bryant         | 6306   | 1346    | 4,68  | Guardia     | 1996    | 2016   | Los Angeles Lakers |
| 37 | Jerry West          | 6238   | 932     | 6,69  | Playmaker   | 1960    | 1974   | Los Angeles Lakers |
| 38 | Scottie Pippen      | 6135   | 1178    | 5,21  | Ala piccola | 1988    | 2004   | Chicago Bulls · Houston Rockets · Portland Trail Blazers |
| 39 | Clyde Drexler       | 6125   | 1086    | 5,64  | Guardia     | 1983    | 1999   | Portland Trail Blazers · Houston Rockets |
| 40 | John Havlicek       | 6114   | 1270    | 4,81  | Guardia     | 1962    | 1978   | Boston Celtics |
| 41 | Damian Lillard      | 6069   | 900     | 6,74  | Playmaker   | 2012    | —      | Portland Trail Blazers · Milwaukee Bucks |
| 42 | Baron Davis         | 6025   | 835     | 7,22  | Playmaker   | 1999    | 2012   | Charlotte Hornets · New Orleans Hornets · Golden State Warriors · Los Angeles Clippers · Cleveland Cavaliers · New York Knicks                                                                  |
| 43 | Mookie Blaylock     | 5972   | 889     | 6,72  | Playmaker   | 1989    | 2002   | New Jersey Nets · Atlanta Hawks · Golden State Warriors |
| 44 | Sam Cassell         | 5939   | 993     | 5,98  | Playmaker   | 1993    | 2009   | Houston Rockets · Phoenix Suns · Dallas Mavericks · New Jersey Nets · Milwaukee Bucks · Minnesota Timberwolves · Los Angeles Clippers · Boston Celtics                                          |
| 45 | Avery Johnson       | 5846   | 1054    | 5,55  | Playmaker   | 1988    | 2004   | Seattle SuperSonics · Denver Nuggets · San Antonio Spurs · Houston Rockets · Golden State Warriors · Dallas Mavericks                                                                           |
| 46 | Nick Van Exel       | 5777   | 880     | 6,56  | Playmaker   | 1994    | 2006   | Los Angeles Lakers · Denver Nuggets · Dallas Mavericks · Golden State Warriors · Portland Trail Blazers · San Antonio Spurs                                                                     |
| 47 | John Wall           | 5735   | 647     | 8,86  | Playmaker   | 2010    | —      | Washington Wizards · Houston Rockets · San Diego Clippers |
| 48 | Dwyane Wade         | 5701   | 1054    | 5,41  | Guardia     | 2003    | 2019   | Miami Heat · Cleveland Cavaliers · Chicago Bulls |
| 49 | Larry Bird          | 5695   | 897     | 6,35  | Ala piccola | 1979    | 1992   | Boston Celtics |
| 50 | Kareem Abdul-Jabbar | 5660   | 1560    | 3,63  | Centro      | 1969    | 1989   | Milwaukee Bucks · Los Angeles Lakers |

## Altre statistiche
Statistiche aggiornate al 2 maggio 2025.
| ^ | Giocatore ancora in attività         |
| * | Eletto nella Basketball Hall of Fame |
| † | Non eleggibile per la Hall of Fame   |

| BOS | Boston Celtics      | DET | Detroit Pistons         | MIL | Milwaukee Bucks       | POR | Portland Trail Blazers  | TOR | Toronto Raptors    |
| BUF | Buffalo Braves      | FTW | Fort Wayne Pistons      | NJN | New Jersey Nets       | PRO | Providence Steamrollers | UTA | Utah Jazz          |
| CHI | Chicago Bulls       | HOU | Houston Rockets         | NOH | New Orleans Hornets   | ROC | Rochester Royals        | WAS | Washington Wizards |
| CHS | Chicago Stags       | IND | Indiana Pacers          | NYK | New York Knicks       | SAC | Sacramento Kings        | WSB | Washington Bullets |
| CIN | Cincinnati Royals   | KCO | Kansas City-Omaha Kings | OKC | Oklahoma City Thunder | SAS | San Antonio Spurs       |     |                    |
| CLE | Cleveland Cavaliers | LAC | Los Angeles Clippers    | PHI | Philadelphia 76ers    | SDC | San Diego Clippers      |     |                    |
| DAL | Dallas Mavericks    | LAL | Los Angeles Lakers      | PHO | Phoenix Suns          | SEA | Seattle SuperSonics     |     |                    |
| DEN | Denver Nuggets      | MIA | Miami Heat              | PHW | Philadelphia Warriors | SFW | San Francisco Warriors  |     |                    |

| Stagione | Leader anno per anno                         | AST   | Assistman in attività                                                                     | AST    | Record in carriera                                                | AST    | Record in una singola stagione | AST   | Stagione |
| -------- | -------------------------------------------- | ----- | ----------------------------------------------------------------------------------------- | ------ | ----------------------------------------------------------------- | ------ | ------------------------------ | ----- | -------- |
| 1946–47  | Ernie Calverley0PRO                          | 202   | Ernie Calverley0PRO                                                                       | 202    | Ernie Calverley0PRO                                               | 202    | Ernie Calverley0PRO            | 202   | 1946–47  |
| 1947–48  | Howie Dallmar0PHW                            | 120   | Ernie Calverley0PRO                                                                       | 321    | Ernie Calverley0PRO                                               | 321    | Ernie Calverley0PRO            | 202   | 1947–48  |
| 1948–49  | Bob Davies*0ROC                              | 321   | Ernie Calverley0PRO                                                                       | 572    | Ernie Calverley0PRO                                               | 572    | Bob Davies*0ROC                | 321   | 1948–49  |
| 1949–50  | Dick McGuire*0NYK                            | 386   | Andy Phillip* 0CHS 1949–50 0PHW 1950–52 0FTW 1952–56 0BOS 1956–57                         | 770    | Andy Phillip* 0CHS 1949–50 0PHW 1950–52 0FTW 1952–56 0BOS 1956–57 | 770    | Dick McGuire*0NYK              | 386   | 1949–50  |
| 1950–51  | Andy Phillip*0PHW                            | 414   | Andy Phillip* 0CHS 1949–50 0PHW 1950–52 0FTW 1952–56 0BOS 1956–57                         | 1,184  | Andy Phillip* 0CHS 1949–50 0PHW 1950–52 0FTW 1952–56 0BOS 1956–57 | 1,184  | Andy Phillip*0PHW              | 414   | 1950–51  |
| 1951–52  | Andy Phillip*0PHW                            | 539   | Andy Phillip* 0CHS 1949–50 0PHW 1950–52 0FTW 1952–56 0BOS 1956–57                         | 1,723  | Andy Phillip* 0CHS 1949–50 0PHW 1950–52 0FTW 1952–56 0BOS 1956–57 | 1,723  | Andy Phillip*0PHW              | 539   | 1951–52  |
| 1952–53  | Bob Cousy*0BOS                               | 547   | Andy Phillip* 0CHS 1949–50 0PHW 1950–52 0FTW 1952–56 0BOS 1956–57                         | 2,120  | Andy Phillip* 0CHS 1949–50 0PHW 1950–52 0FTW 1952–56 0BOS 1956–57 | 2,120  | Bob Cousy*0BOS                 | 547   | 1952–53  |
| 1953–54  | Bob Cousy*0BOS                               | 518   | Andy Phillip* 0CHS 1949–50 0PHW 1950–52 0FTW 1952–56 0BOS 1956–57                         | 2,569  | Andy Phillip* 0CHS 1949–50 0PHW 1950–52 0FTW 1952–56 0BOS 1956–57 | 2,569  | Bob Cousy*0BOS                 | 547   | 1953–54  |
| 1954–55  | Bob Cousy*0BOS                               | 557   | Andy Phillip* 0CHS 1949–50 0PHW 1950–52 0FTW 1952–56 0BOS 1956–57                         | 3,060  | Andy Phillip* 0CHS 1949–50 0PHW 1950–52 0FTW 1952–56 0BOS 1956–57 | 3,060  | Bob Cousy*0BOS                 | 557   | 1954–55  |
| 1955–56  | Bob Cousy*0BOS                               | 642   | Andy Phillip* 0CHS 1949–50 0PHW 1950–52 0FTW 1952–56 0BOS 1956–57                         | 3,470  | Andy Phillip* 0CHS 1949–50 0PHW 1950–52 0FTW 1952–56 0BOS 1956–57 | 3,470  | Bob Cousy*0BOS                 | 642   | 1955–56  |
| 1956–57  | Bob Cousy*0BOS                               | 478   | Andy Phillip* 0CHS 1949–50 0PHW 1950–52 0FTW 1952–56 0BOS 1956–57                         | 3,638  | Andy Phillip* 0CHS 1949–50 0PHW 1950–52 0FTW 1952–56 0BOS 1956–57 | 3,638  | Bob Cousy*0BOS                 | 642   | 1956–57  |
| 1957–58  | Bob Cousy*0BOS                               | 463   | Bob Cousy*0BOS                                                                            | 3,987  | Bob Cousy*0BOS                                                    | 3,987  | Bob Cousy*0BOS                 | 642   | 1957–58  |
| 1958–59  | Bob Cousy*0BOS                               | 557   | Bob Cousy*0BOS                                                                            | 4,544  | Bob Cousy*0BOS                                                    | 4,544  | Bob Cousy*0BOS                 | 642   | 1958–59  |
| 1959–60  | Bob Cousy*0BOS                               | 715   | Bob Cousy*0BOS                                                                            | 5,259  | Bob Cousy*0BOS                                                    | 5,259  | Bob Cousy*0BOS                 | 715   | 1959–60  |
| 1960–61  | Oscar Robertson*0CIN                         | 690   | Bob Cousy*0BOS                                                                            | 5,846  | Bob Cousy*0BOS                                                    | 5,846  | Bob Cousy*0BOS                 | 715   | 1960–61  |
| 1961–62  | Oscar Robertson*0CIN                         | 899   | Bob Cousy*0BOS                                                                            | 6,430  | Bob Cousy*0BOS                                                    | 6,430  | Oscar Robertson*0CIN           | 899   | 1961–62  |
| 1962–63  | Guy Rodgers*0SFW                             | 825   | Bob Cousy*0BOS                                                                            | 6,945  | Bob Cousy*0BOS                                                    | 6,945  | Oscar Robertson*0CIN           | 899   | 1962–63  |
| 1963–64  | Oscar Robertson*0CIN                         | 868   | Guy Rodgers*0SFW                                                                          | 3,444  | Bob Cousy*0BOS                                                    | 6,945  | Oscar Robertson*0CIN           | 899   | 1963–64  |
| 1964–65  | Oscar Robertson*0CIN                         | 861   | Oscar Robertson* 0CIN 1964–70 0MIL 1970–74                                                | 4,076  | Bob Cousy*0BOS                                                    | 6,945  | Oscar Robertson*0CIN           | 899   | 1964–65  |
| 1965–66  | Oscar Robertson*0CIN                         | 847   | Oscar Robertson* 0CIN 1964–70 0MIL 1970–74                                                | 4,923  | Bob Cousy*0BOS                                                    | 6,945  | Oscar Robertson*0CIN           | 899   | 1965–66  |
| 1966–67  | Guy Rodgers*0CHI                             | 908   | Oscar Robertson* 0CIN 1964–70 0MIL 1970–74                                                | 5,768  | Bob Cousy*0BOS                                                    | 6,945  | Guy Rodgers*0CHI               | 908   | 1966–67  |
| 1967–68  | Wilt Chamberlain*0PHI                        | 702   | Oscar Robertson* 0CIN 1964–70 0MIL 1970–74                                                | 6,401  | Bob Cousy*0BOS                                                    | 6,945  | Guy Rodgers*0CHI               | 908   | 1967–68  |
| 1968–69  | Oscar Robertson*0CIN                         | 772   | Oscar Robertson* 0CIN 1964–70 0MIL 1970–74                                                | 7,173  | Oscar Robertson* 0CIN 1968–70 0MIL 1970–74                        | 7,173  | Guy Rodgers*0CHI               | 908   | 1968–69  |
| 1969–70  | Lenny Wilkens*0SEA                           | 683   | Oscar Robertson* 0CIN 1964–70 0MIL 1970–74                                                | 7,731  | Oscar Robertson* 0CIN 1968–70 0MIL 1970–74                        | 7,731  | Guy Rodgers*0CHI               | 908   | 1969–70  |
| 1970–71  | Norm Van Lier0CIN                            | 832   | Oscar Robertson* 0CIN 1964–70 0MIL 1970–74                                                | 8,399  | Oscar Robertson* 0CIN 1968–70 0MIL 1970–74                        | 8,399  | Guy Rodgers*0CHI               | 908   | 1970–71  |
| 1971–72  | Lenny Wilkens*0SEA                           | 766   | Oscar Robertson* 0CIN 1964–70 0MIL 1970–74                                                | 8,890  | Oscar Robertson* 0CIN 1968–70 0MIL 1970–74                        | 8,890  | Guy Rodgers*0CHI               | 908   | 1971–72  |
| 1972–73  | Nate Archibald*0KCO                          | 910   | Oscar Robertson* 0CIN 1964–70 0MIL 1970–74                                                | 9,441  | Oscar Robertson* 0CIN 1968–70 0MIL 1970–74                        | 9,441  | Nate Archibald*0KCO            | 910   | 1972–73  |
| 1973–74  | Ernie DiGregorio0BUF                         | 663   | Oscar Robertson* 0CIN 1964–70 0MIL 1970–74                                                | 9,887  | Oscar Robertson* 0CIN 1968–70 0MIL 1970–74                        | 9,887  | Nate Archibald*0KCO            | 910   | 1973–74  |
| 1974–75  | Kevin Porter0WSB                             | 650   | Lenny Wilkens*0POR                                                                        | 7,211  | Oscar Robertson* 0CIN 1968–70 0MIL 1970–74                        | 9,887  | Nate Archibald*0KCO            | 910   | 1974–75  |
| 1975–76  | Slick Watts0SEA                              | 661   | John Havlicek*0BOS                                                                        | 5,386  | Oscar Robertson* 0CIN 1968–70 0MIL 1970–74                        | 9,887  | Nate Archibald*0KCO            | 910   | 1975–76  |
| 1976–77  | Don Buse0IND                                 | 685   | John Havlicek*0BOS                                                                        | 5,786  | Oscar Robertson* 0CIN 1968–70 0MIL 1970–74                        | 9,887  | Nate Archibald*0KCO            | 910   | 1976–77  |
| 1977–78  | Kevin Porter 0DET & NJN 1977–78 0DET 1978–79 | 837   | John Havlicek*0BOS                                                                        | 6,114  | Oscar Robertson* 0CIN 1968–70 0MIL 1970–74                        | 9,887  | Nate Archibald*0KCO            | 910   | 1977–78  |
| 1978–79  | Kevin Porter 0DET & NJN 1977–78 0DET 1978–79 | 1,099 | Norm Van Lier0MIL                                                                         | 5,217  | Oscar Robertson* 0CIN 1968–70 0MIL 1970–74                        | 9,887  | Kevin Porter0DET               | 1,099 | 1978–79  |
| 1979–80  | Micheal Ray Richardson0NYK                   | 832   | Walt Frazier*0CLE                                                                         | 5,040  | Oscar Robertson* 0CIN 1968–70 0MIL 1970–74                        | 9,887  | Kevin Porter0DET               | 1,099 | 1979–80  |
| 1980–81  | Kevin Porter0WSB                             | 734   | Nate Archibald* 0BOS 1980–83 0MIL 1983–84                                                 | 5,366  | Oscar Robertson* 0CIN 1968–70 0MIL 1970–74                        | 9,887  | Kevin Porter0DET               | 1,099 | 1980–81  |
| 1981–82  | Johnny Moore0SAS                             | 762   | Nate Archibald* 0BOS 1980–83 0MIL 1983–84                                                 | 5,907  | Oscar Robertson* 0CIN 1968–70 0MIL 1970–74                        | 9,887  | Kevin Porter0DET               | 1,099 | 1981–82  |
| 1982–83  | Magic Johnson*0LAL                           | 829   | Nate Archibald* 0BOS 1980–83 0MIL 1983–84                                                 | 6,316  | Oscar Robertson* 0CIN 1968–70 0MIL 1970–74                        | 9,887  | Kevin Porter0DET               | 1,099 | 1982–83  |
| 1983–84  | Isiah Thomas*0DETNorm Nixon0SDC              | 914   | Nate Archibald* 0BOS 1980–83 0MIL 1983–84                                                 | 6,476  | Oscar Robertson* 0CIN 1968–70 0MIL 1970–74                        | 9,887  | Kevin Porter0DET               | 1,099 | 1983–84  |
| 1984–85  | Isiah Thomas*0DET                            | 1,123 | Norm Nixon0LAC                                                                            | 5,471  | Oscar Robertson* 0CIN 1968–70 0MIL 1970–74                        | 9,887  | Isiah Thomas*0DET              | 1,123 | 1984–85  |
| 1985–86  | Magic Johnson*0LAL                           | 907   | Norm Nixon0LAC                                                                            | 6,047  | Oscar Robertson* 0CIN 1968–70 0MIL 1970–74                        | 9,887  | Isiah Thomas*0DET              | 1,123 | 1985–86  |
| 1986–87  | Magic Johnson*0LAL                           | 977   | Magic Johnson*0LAL                                                                        | 6,179  | Oscar Robertson* 0CIN 1968–70 0MIL 1970–74                        | 9,887  | Isiah Thomas*0DET              | 1,123 | 1986–87  |
| 1987–88  | John Stockton*0UTA                           | 1,128 | Magic Johnson*0LAL                                                                        | 7,037  | Oscar Robertson* 0CIN 1968–70 0MIL 1970–74                        | 9,887  | John Stockton*0UTA             | 1,128 | 1987–88  |
| 1988–89  | John Stockton*0UTA                           | 1,118 | Magic Johnson*0LAL                                                                        | 8,025  | Oscar Robertson* 0CIN 1968–70 0MIL 1970–74                        | 9,887  | John Stockton*0UTA             | 1,128 | 1988–89  |
| 1989–90  | John Stockton*0UTA                           | 1,134 | Magic Johnson*0LAL                                                                        | 8,932  | Oscar Robertson* 0CIN 1968–70 0MIL 1970–74                        | 9,887  | John Stockton*0UTA             | 1,134 | 1989–90  |
| 1990–91  | John Stockton*0UTA                           | 1,164 | Magic Johnson*0LAL                                                                        | 9,921  | Magic Johnson*0LAL                                                | 9,921  | John Stockton*0UTA             | 1,164 | 1990–91  |
| 1991–92  | John Stockton*0UTA                           | 1,126 | Isiah Thomas*0DET                                                                         | 7,991  | Magic Johnson*0LAL                                                | 9,921  | John Stockton*0UTA             | 1,164 | 1991–92  |
| 1992–93  | John Stockton*0UTA                           | 987   | Isiah Thomas*0DET                                                                         | 8,662  | Magic Johnson*0LAL                                                | 9,921  | John Stockton*0UTA             | 1,164 | 1992–93  |
| 1993–94  | John Stockton*0UTA                           | 1,031 | John Stockton*0UTA                                                                        | 9,383  | Magic Johnson*0LAL                                                | 9,921  | John Stockton*0UTA             | 1,164 | 1993–94  |
| 1994–95  | John Stockton*0UTA                           | 1,011 | John Stockton*0UTA                                                                        | 10,394 | John Stockton*0UTA                                                | 10,394 | John Stockton*0UTA             | 1,164 | 1994–95  |
| 1995–96  | John Stockton*0UTA                           | 916   | John Stockton*0UTA                                                                        | 11,310 | John Stockton*0UTA                                                | 11,310 | John Stockton*0UTA             | 1,164 | 1995–96  |
| 1996–97  | Mark Jackson0DEN & IND                       | 935   | John Stockton*0UTA                                                                        | 12,170 | John Stockton*0UTA                                                | 12,170 | John Stockton*0UTA             | 1,164 | 1996–97  |
| 1997–98  | Rod Strickland0WAS                           | 801   | John Stockton*0UTA                                                                        | 12,713 | John Stockton*0UTA                                                | 12,713 | John Stockton*0UTA             | 1,164 | 1997–98  |
| 1998–99  | Jason Kidd*0PHO                              | 539   | John Stockton*0UTA                                                                        | 13,087 | John Stockton*0UTA                                                | 13,087 | John Stockton*0UTA             | 1,164 | 1998–99  |
| 1999–00  | Gary Payton*0SEA                             | 732   | John Stockton*0UTA                                                                        | 13,790 | John Stockton*0UTA                                                | 13,790 | John Stockton*0UTA             | 1,164 | 1999–00  |
| 2000–01  | Jason Kidd*0PHO                              | 753   | John Stockton*0UTA                                                                        | 14,503 | John Stockton*0UTA                                                | 14,503 | John Stockton*0UTA             | 1,164 | 2000–01  |
| 2001–02  | Andre Miller0CLE                             | 882   | John Stockton*0UTA                                                                        | 15,177 | John Stockton*0UTA                                                | 15,177 | John Stockton*0UTA             | 1,164 | 2001–02  |
| 2002–03  | Jason Kidd*0NJN                              | 711   | John Stockton*0UTA                                                                        | 15,806 | John Stockton*0UTA                                                | 15,806 | John Stockton*0UTA             | 1,164 | 2002–03  |
| 2003–04  | Stephon Marbury0PHO                          | 719   | Mark Jackson0HOU                                                                          | 10,334 | John Stockton*0UTA                                                | 15,806 | John Stockton*0UTA             | 1,164 | 2003–04  |
| 2004–05  | Steve Nash*0PHO                              | 861   | Gary Payton* 0BOS 2004–05 0MIA 2005–07                                                    | 8,508  | John Stockton*0UTA                                                | 15,806 | John Stockton*0UTA             | 1,164 | 2004–05  |
| 2005–06  | Steve Nash*0PHO                              | 826   | Gary Payton* 0BOS 2004–05 0MIA 2005–07                                                    | 8,765  | John Stockton*0UTA                                                | 15,806 | John Stockton*0UTA             | 1,164 | 2005–06  |
| 2006–07  | Steve Nash*0PHO                              | 884   | Gary Payton* 0BOS 2004–05 0MIA 2005–07                                                    | 8,966  | John Stockton*0UTA                                                | 15,806 | John Stockton*0UTA             | 1,164 | 2006–07  |
| 2007–08  | Chris Paul^0NOH                              | 925   | Jason Kidd* 0NJN 2007–08 0DAL 2008–12 0NYK 2012–13                                        | 9,497  | John Stockton*0UTA                                                | 15,806 | John Stockton*0UTA             | 1,164 | 2007–08  |
| 2008–09  | Chris Paul^0NOH                              | 861   | Jason Kidd* 0NJN 2007–08 0DAL 2008–12 0NYK 2012–13                                        | 10,199 | John Stockton*0UTA                                                | 15,806 | John Stockton*0UTA             | 1,164 | 2008–09  |
| 2009–10  | Steve Nash*0PHO                              | 892   | Jason Kidd* 0NJN 2007–08 0DAL 2008–12 0NYK 2012–13                                        | 10,923 | John Stockton*0UTA                                                | 15,806 | John Stockton*0UTA             | 1,164 | 2009–10  |
| 2010–11  | Steve Nash*0PHO                              | 855   | Jason Kidd* 0NJN 2007–08 0DAL 2008–12 0NYK 2012–13                                        | 11,578 | John Stockton*0UTA                                                | 15,806 | John Stockton*0UTA             | 1,164 | 2010–11  |
| 2011–12  | Steve Nash*0PHO                              | 664   | Jason Kidd* 0NJN 2007–08 0DAL 2008–12 0NYK 2012–13                                        | 11,842 | John Stockton*0UTA                                                | 15,806 | John Stockton*0UTA             | 1,164 | 2011–12  |
| 2012–13  | Greivis Vásquez0NOH                          | 704   | Jason Kidd* 0NJN 2007–08 0DAL 2008–12 0NYK 2012–13                                        | 12,091 | John Stockton*0UTA                                                | 15,806 | John Stockton*0UTA             | 1,164 | 2012–13  |
| 2013–14  | John Wall^0WAS                               | 721   | Steve Nash*0LAL                                                                           | 10,335 | John Stockton*0UTA                                                | 15,806 | John Stockton*0UTA             | 1,164 | 2013–14  |
| 2014–15  | Chris Paul^0LAC                              | 838   | Andre Miller 0SAC 2014–15 0MIN 2015–16 0SAS 2016                                          | 8,437  | John Stockton*0UTA                                                | 15,806 | John Stockton*0UTA             | 1,164 | 2014–15  |
| 2015–16  | Rajon Rondo^0SAC                             | 839   | Andre Miller 0SAC 2014–15 0MIN 2015–16 0SAS 2016                                          | 8,524  | John Stockton*0UTA                                                | 15,806 | John Stockton*0UTA             | 1,164 | 2015–16  |
| 2016–17  | James Harden^0HOU                            | 907   | Chris Paul^ 0LAC 2016–17 0HOU 2017–19 0OKC 2019–20 0PHO 2020–23 0GSW 2023–24 0SAS 2024–25 | 8,251  | John Stockton*0UTA                                                | 15,806 | John Stockton*0UTA             | 1,164 | 2016–17  |
| 2017–18  | Russell Westbrook^0OKC                       | 820   | Chris Paul^ 0LAC 2016–17 0HOU 2017–19 0OKC 2019–20 0PHO 2020–23 0GSW 2023–24 0SAS 2024–25 | 8,708  | John Stockton*0UTA                                                | 15,806 | John Stockton*0UTA             | 1,164 | 2017–18  |
| 2018–19  | Russell Westbrook^0OKC                       | 784   | Chris Paul^ 0LAC 2016–17 0HOU 2017–19 0OKC 2019–20 0PHO 2020–23 0GSW 2023–24 0SAS 2024–25 | 9,181  | John Stockton*0UTA                                                | 15,806 | John Stockton*0UTA             | 1,164 | 2018–19  |
| 2019–20  | LeBron James^0LAL                            | 684   | Chris Paul^ 0LAC 2016–17 0HOU 2017–19 0OKC 2019–20 0PHO 2020–23 0GSW 2023–24 0SAS 2024–25 | 9,653  | John Stockton*0UTA                                                | 15,806 | John Stockton*0UTA             | 1,164 | 2019–20  |
| 2020-21  | Russell Westbrook                            | 763   | Chris Paul^ 0LAC 2016–17 0HOU 2017–19 0OKC 2019–20 0PHO 2020–23 0GSW 2023–24 0SAS 2024–25 | 10 275 | John Stockton*0UTA                                                | 15,806 | John Stockton*0UTA             | 1,164 | 2020-21  |
| 2021-22  | Chris Paul                                   | 702   | Chris Paul^ 0LAC 2016–17 0HOU 2017–19 0OKC 2019–20 0PHO 2020–23 0GSW 2023–24 0SAS 2024–25 | 10 977 | John Stockton*0UTA                                                | 15,806 | John Stockton*0UTA             | 1,164 | 2021-22  |
| 2022-23  | James Harden                                 | 618   | Chris Paul^ 0LAC 2016–17 0HOU 2017–19 0OKC 2019–20 0PHO 2020–23 0GSW 2023–24 0SAS 2024–25 | 11 501 | John Stockton*0UTA                                                | 15,806 | John Stockton*0UTA             | 1,164 | 2022-23  |
| 2023-24  | Tyrese Haliburton                            | 752   | Chris Paul^ 0LAC 2016–17 0HOU 2017–19 0OKC 2019–20 0PHO 2020–23 0GSW 2023–24 0SAS 2024–25 | 11 894 | John Stockton*0UTA                                                | 15,806 | John Stockton*0UTA             | 1,164 | 2023-24  |
| 2024-25  | Trae Young                                   | 880   | Chris Paul^ 0LAC 2016–17 0HOU 2017–19 0OKC 2019–20 0PHO 2020–23 0GSW 2023–24 0SAS 2024–25 | 12 499 | John Stockton*0UTA                                                | 15,806 | John Stockton*0UTA             | 1,164 | 2024-25  |
| Stagione | Leader anno per anno                         | AST   | Assistman in attività                                                                     | AST    | Record in carriera                                                | AST    | Record in una singola stagione | AST   | Stagione |